# Jerzy Ratajczyk

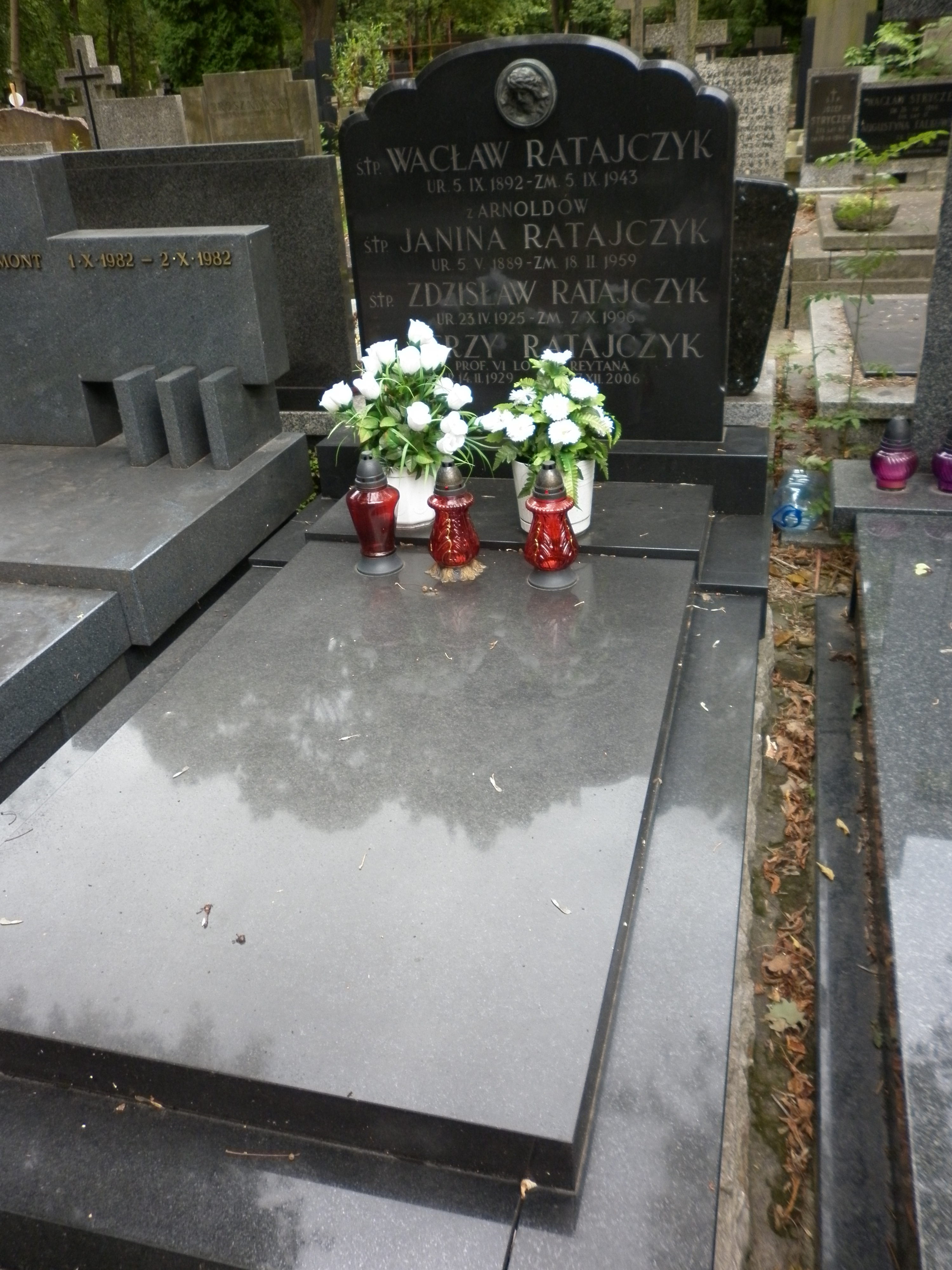
Grób Jerzego Ratajczyka na Starych Powązkach

Jerzy Ratajczyk (Rataj, ur. 14 lutego 1929, zm. 27 grudnia 2006 w Warszawie) – wieloletni nauczyciel fizyki w VI Liceum Ogólnokształcącym im. Tadeusza Reytana w Warszawie.

## Życiorys
Był nazywany przez uczniów „Ratajem”. Pracował w latach 1956–1995 w VI Liceum Ogólnokształcącym im. Tadeusza Reytana w Warszawie, gdzie uczył fizyki i astronomii. Uznawany za jednego z najlepszych i najpopularniejszych nauczycieli szkoły. Był wychowawcą laureatów olimpiad przedmiotowych. Stworzył w „Reytanie” pierwszą pracownię fizyczną. W 1983 roku otrzymał nagrodę Polskiego Towarzystwa Fizycznego dla wyróżniających się nauczycieli. Dwukrotnie otrzymał Medal Komisji Edukacji Narodowej za szczególne zasługi dla oświaty i wychowania. Był zaangażowany w działanie Stowarzyszenia Absolwentów i Przyjaciół Reytana. Z zamiłowania był varsawianistą.
Pogrzeb odbył się 2 stycznia 2007 roku w kościele świętego Karola Boromeusza na cmentarzu Powązkowskim w Warszawie w kwaterze 148-6-7. W pogrzebie udział wzięło ok. 1500 osób (m.in. wicepremier Ludwik Dorn).